# Neomysis meridionalis
Neomysis meridionalis är en kräftdjursart som beskrevs av Colosi 1924. Neomysis meridionalis ingår i släktet Neomysis och familjen Mysidae. Inga underarter finns listade i Catalogue of Life.